# Sergio Canavero
Sergio Canavero (ur. 1964) – włoski neurochirurg, członek Turyńskiej Grupy Zaawansowanej Neuromodulacji.
Przez lata zajmował się leczeniem bólu ośrodkowego oraz opublikował pracę na temat technicznych możliwości całkowitego przeszczepu oka.
W 2008 roku za pomocą autorskiej metody wybudził ze śpiączki 21-letnią dziewczynę. Pomiędzy sklepieniem czaszki a oponami mózgowymi Canavero umieścił dwie płytki i podłączył do rozrusznika serca. Wytworzone pole magnetyczne pobudziło mózg chorej do pracy. Po zabiegu dziewczyna potrafiła m.in. przełykać, gryźć oraz stawiać pojedyncze kroki z pomocą innych osób, nie odzyskując jednak pełnej sprawności.
Obecnie pracuje nad pierwszym przeszczepem głowy. Jego pierwszym pacjentem na początku był Rosjanin Walery Spirydonow cierpiący na rdzeniowy zanik mięśni. Planowana operacja miała się odbyć najpóźniej w 2017 roku aczkolwiek pacjent zrezygnował. Koszty operacji Canavero oszacował na około 13 mln euro. Do zabiegu Sergio Canavero ma zamiar zatrudnić od 100 do 150 chirurgów i pielęgniarek.